# Péta (Árta)
Péta, en grec moderne : Πέτα, est un village et un ancien dème du district régional d'Árta, en Épire, Grèce. En 2010, il est fusionné au sein du dème de Nikólaos Skoufás.
Selon le recensement de 2011, la population du dème compte 4 781 habitants tandis que celle du village s'élève à 1 563 habitants.